# Voda na Marsu

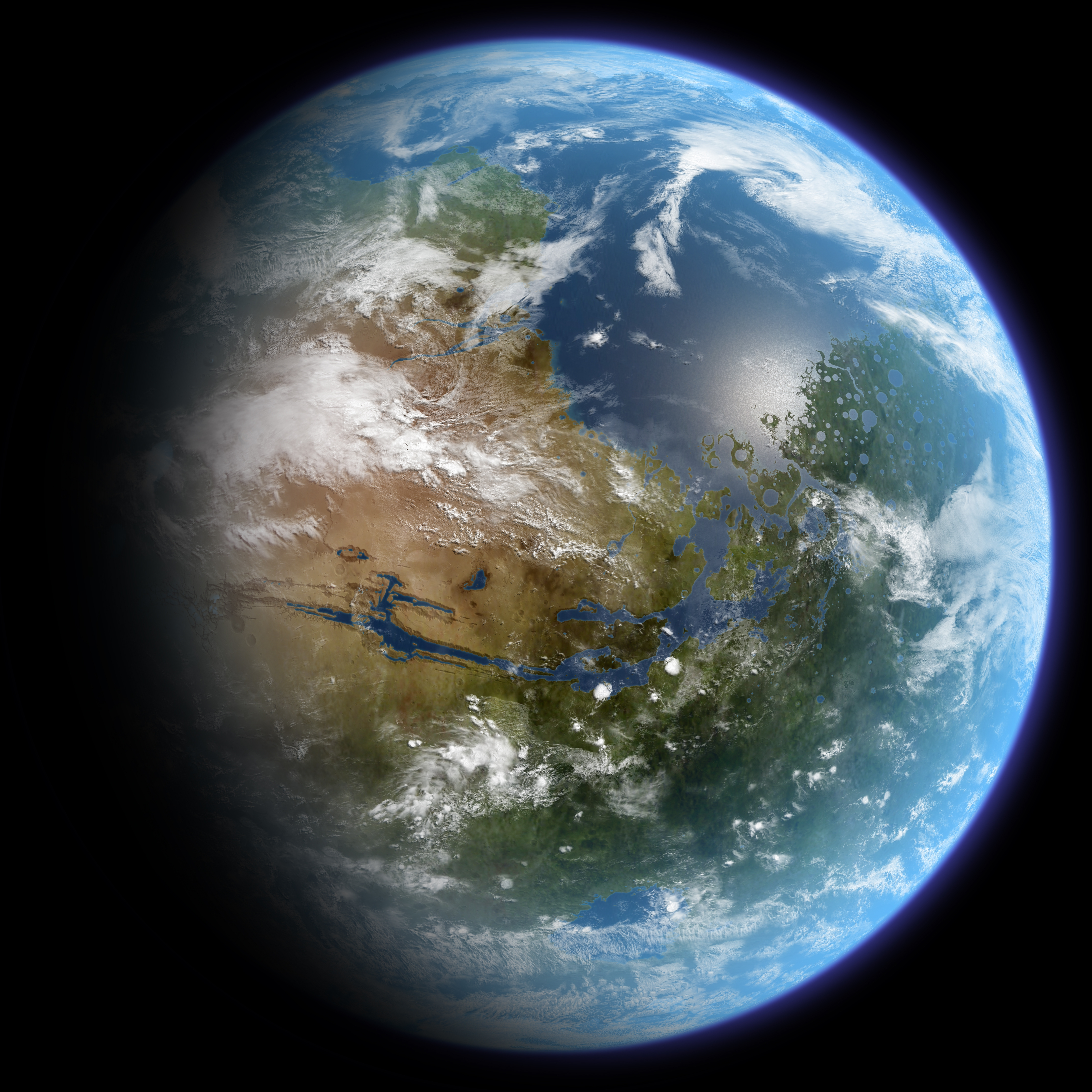
Umělecká představa, jak by mohl Mars jednou vypadat, slouží i jako podklad, jak nejspíše vypadal dříve

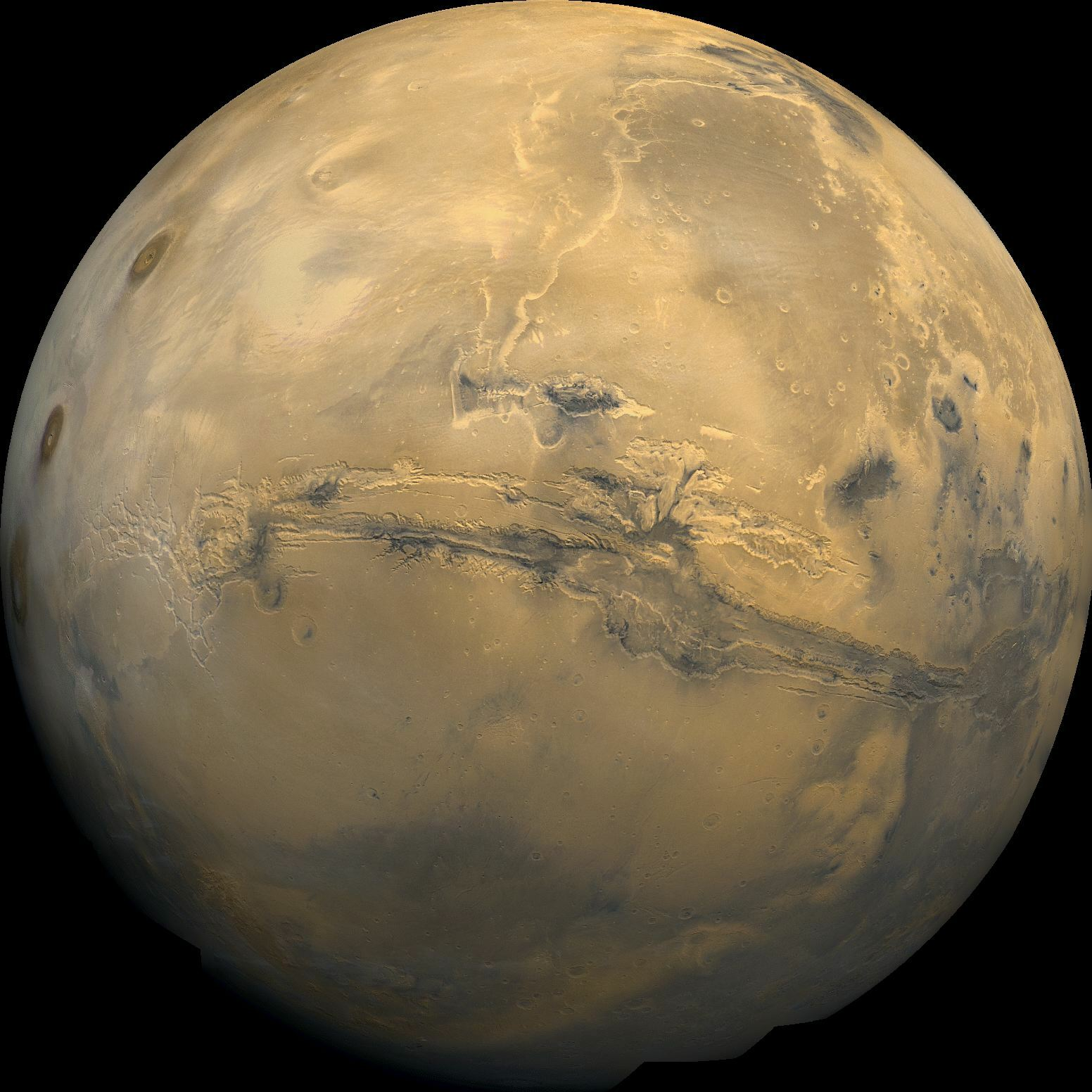
Současná podoba Marsu
(Viking)

Voda na Marsu je souhrnné označení veškeré vody, která se nachází na planetě Mars. Oproti Zemi však nemá Mars výskyt vody ve všech třech skupenstvích v množství obdobném pozemskému. Na povrchu neexistují rozsáhlé oblasti kapalné vody v podobě hydrosféry, ale voda je vázána převážně v kryosféře (ve formě permafrostu, polárních čepiček) jako led nebo malá část v atmosféře jako vodní pára.
Současné podmínky na povrchu Marsu neumožňují dlouhodobou existenci kapalné vody. Průměrné hodnoty tlaku a teploty jsou příliš nízké, což vede k tomu, že voda začíná okamžitě mrznout a následně sublimovat. Výzkum planety však naznačuje, že se na povrchu Marsu tekoucí voda v minulosti vyskytovala, tvořila souvislé vodní plochy a dnešní otázka spíše zní, kam se tato voda poděla.
O výskytu vody na povrchu či pod jeho povrchem existuje celá řada přímých i nepřímých důkazů jako v podobě říčních koryt, polárních oblastí, spektrometrických měření, erodovaných kráterů, či minerálů přímo spojených s existencí kapalné vody. Díky zásobám kapalné vody je pravděpodobné, že se značně zmenší potřebné zásoby pro budoucí kosmické mise k planetě.

## Historie průzkumů

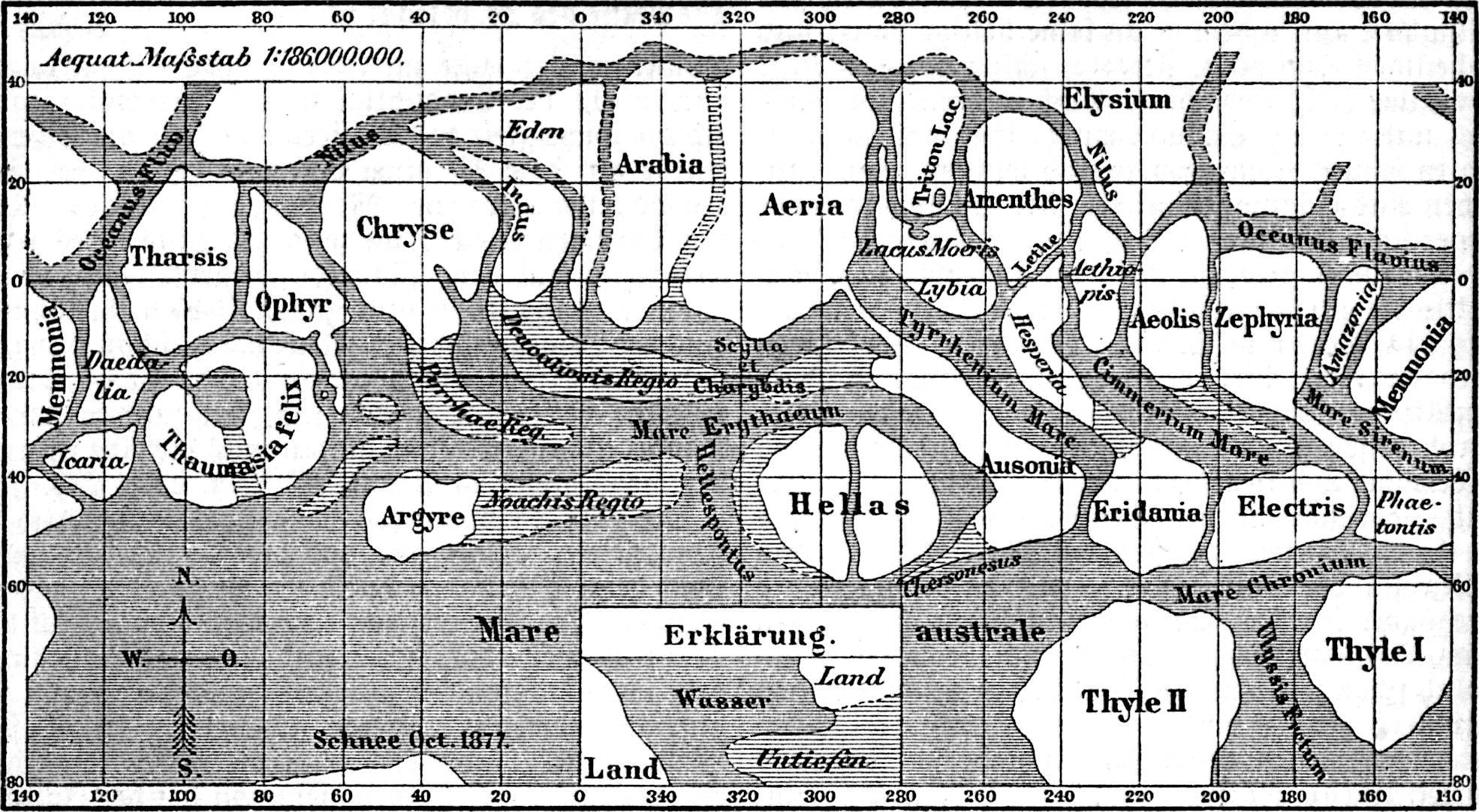
Mapa Marsu s kanály z roku 1890 od Giovanna Schiaparelliho

V 70. letech 19. století se Mars dostal do popředí veřejného zájmu, když italský astronom Giovanni Schiaparelli ohlásil objevení kanálů (v originále canali), které on sám nejprve pokládal za přírodní útvar. Vlivem špatného překladu, kdy došlo k záměně přírodních kanálů za uměle vytvořené, se začaly kolem Marsu šířit příběhy o umírající civilizaci, která se snaží přivádět z polárních čepiček vodu do vysychajících oblastí kolem rovníku. Pozdější pozorování vyvrátilo existenci kanálů a první fotografické snímky povrchu i představu, že se na povrchu nachází tekoucí voda. Následná měření ukázala, že současný stav atmosféry dlouhodobější výskyt kapalné vody na povrchu neumožňuje.
Vědci studující snímky ze sondy Viking brzy začali rozeznávat struktury velmi nápadně se podobající pozemským oblastem, které vznikly vodní činností. Snímky ukazovaly rozsáhlá říční koryta, hluboké kanály, kaňony a objekty, které vypadaly jako starodávné pobřežní útvary. Následující sondy Mars Pathfinder, Mars Global Surveyor, Mars Express či dvě povrchová vozítka Mars Exploration Rover ukázaly rozsáhlé oblasti, ve kterých existují důkazy o projevech tekoucí vody na povrchu planety. Někteří vědci dokonce tvrdí, že objevili oblast, kde tekla řeka 10 000× mohutnější než Mississippi.
V červnu roku 2000 došlo díky opakovanému snímkování bezejmenného kráteru sondou Mars Global Surveyor k náhodnému objevu, který naznačil, že se tekoucí voda v malém množství a po krátký čas na povrchu stále nachází. Pozdější studie ale vyvrátily účast vody na vzniku útvaru, spíše se jedná o výsledek svahového sesuvu jemnozrnného materiálu.

## Metodika průzkumu
Vědci využívají k detekci vody celou řadu vědeckých přístrojů založených na různém fyzikálním základu. Mezi nejjednodušší a nejstarší metody patří optické pozorování planety, které už v 17. století přineslo informace o existenci polárních čepiček Marsu. Astronomové ale tehdy byli odkázáni jen na optická pozorování, a tak nemohli jasně určit, z čeho jsou čepičky složeny.
V roce 1854 předložil William Whewell teorii, že se na Marsu nacházejí moře, země a pravděpodobně i mimozemský život. Na základě pozorování domnělých kanálu vydal v roce 1895 americký astronom Percival Lowell knihu „Mars“ a později v roce 1906 „Mars and its Canals“ či v roce 1910 „Mars As the Abode of Life“. V roce 1894 začal americký astronom William Wallace Campbell provádět první spektroskopické analýzy atmosféry Marsu, které prokázaly, že atmosféra neobsahuje žádnou vodní páru a ani kyslík. V roce 1909 se Mars nacházel v nejlepší pozorovací pozici vůči Zemi od roku 1877, což za pomoci dokonalejších teleskopů přineslo důkazy, že kanály na Marsu ve skutečnosti neexistují a že se jednalo o optický klam. Definitivní pád teorie inteligentních Marťanů přinesla až první globální mapa planety pořízená sondou Mariner 9 v roce 1972.
S rozvojem technických možností lidstva rostla i výzkumná činnost na planetě Mars. Postupem času byly k Marsu vyslány první sondy (např. úspěšná sonda Mariner 4 z programu Mariner), které pořídily nejprve hrubé a později detailní snímky povrchu, čímž začala další fáze v hledání vody na povrchu pomocí fotografií. První snímky ukázaly, že se na povrchu tekutá voda v současnosti nenachází, ale současně se objevila celá řada důkazů, že v minulosti byla situace jiná. Fotografie ukazovaly říční sítě, koryta, oblasti připomínající pobřeží a další útvary, u kterých existovala velká pravděpodobnost, že vznikly vlivem tekoucí vody. Současně došlo k objevení sezónního počasí, které bylo později podrobně pozorováno v rámci sond Viking, které přistály na povrchu Marsu a po několik let prováděly podrobná meteorologická pozorování.
Mimo přímého pozorování povrchových projevů vody se využívají i další fyzikální zařízení pro detekci vody, a to jak v minulosti tak i v současnosti, na palubě obíhajících sond. Aktuálně se pro hledání vody využívá několik druhů přístrojů na sondách Mars Global Surveyor, Mars Express a hlavně na sondě Mars Odyssey, která je pro detekci vody a určování chemického složení povrchu vybavena neutronovým spektrometrem, čidlem gama záření a detektorem vysokoenergetických neutronů. Tyto přístroje mají za úkol detekovat přítomnost množství protonů v jádrech atomů, jež naznačují výskyt vody. Na základě těchto měření se zjistilo, že velká koncentrace vodíku je v oblasti pólů, což odpovídá složení polárních čepiček z vodního ledu. Problémem těchto zařízení je jejich schopnost proniknout řádově jen několik desítek centimetrů pod povrch planety a nemožnost tak zjistit skutečné zásoby vody v rámci celé planety.
Dalším prostředkem, jak se voda na Marsu hledá, jsou pojízdná vozítka či nepohyblivé sondy operující přímo na povrchu planety, které mohou provádět přímou chemickou analýzu povrchových hornin a tak detekovat minerály vzniklé působením vody. V minulosti na povrchu Marsu úspěšně přistály nepohyblivé sondy Viking, dále pak pojízdné vozítko Sojourner v rámci mise Mars Pathfinder, které zkoumalo oblast Ares Vallis. V současnosti se na povrchu nacházejí dvě funkční vozítka Spirit (místo přistání kráter Gusev) a Opportunity (místo přistání pláň Meridiani) v rámci mise Mars Exploration Rover. V roce 2008 přistála v severní polární oblasti další americká sonda Phoenix, která má za úkol zkoumat složení regolitu, obsah ledu a historii vody na planetě.
31. července 2008 sonda potvrdila přítomnost vody, ve formě ledu, který našla několik centimetrů pod povrchem Marsu.

## Minulost

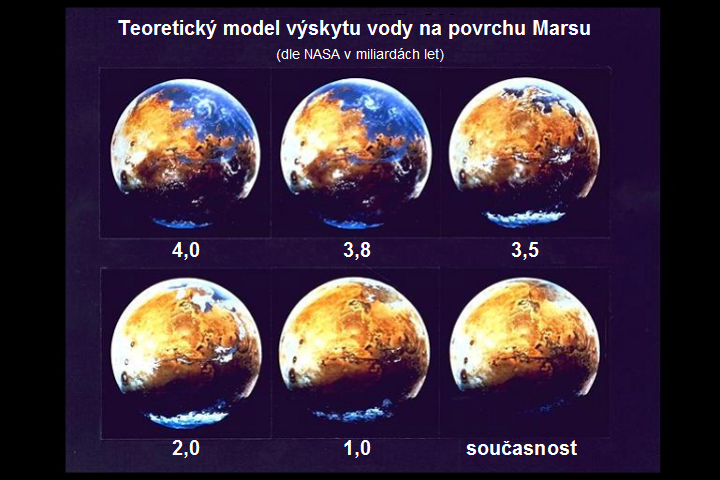
Hypotetický úbytek vody na Marsu dle NASA v miliardách let

V dnešní době nepanuje jasná shoda o tom, jak Mars v dávné minulosti vypadal. Jedna část vědecké obce zastává teorii, že Mars vypadal podobně jako dnes – studený a s řídkou atmosférou. Tekutá voda na jeho povrchu se objevovala jen dočasně, když se uvolnila z napjaté kůry či byl rozpuštěn půdní led sopečnou činností. Obsah vody udržené planetou je také limitován její velikostí a tak i velikostí gravitační přitažlivosti. Druhá část zastává teorii, že Mars byl v minulosti teplejší s hustší atmosférou, která umožňovala výskyt oceánu tekuté vody po delší časové období.
Dle této teorie se předpokládá, že v minulosti byl povrch Marsu zaplaven oceánem, který se rozkládal nejspíše na severní polokouli v oblasti nížin, jelikož jižní část planety je tvořena tzv. Jižními vysočinami. Tento oceán existoval v období noachianu. Vlivem ochlazování planety během hesperianu došlo k jeho zamrznutí. Povrchová voda se přeměnila v led a část ji zřejmě unikla i do kosmického prostoru.
Následné erozivní procesy pohřbily část zmrzlého ledu pod povrch Marsu.
Díky fotografickým snímkům byly na povrchu Marsu rozlišeny morfologické pozůstatky vodní činnosti v podobě říčních koryt, sedimentů, pozůstatky zaplavených oblastí či relikty po rychlém úniku vody z kryosféry Marsu vlivem vulkanické aktivity. Předpokládá se, že jeden podobný obrovský únik vytvořil i údolí Valles Marineris, které vzniklo v dávné historii Marsu. Dalším příkladem může být Cerberus Fossae, u které se předpokládá vznik před 5 milióny let. Prolomení vyvrhlo vodu do oblasti Elysium Planitia, kde vytvořila ledové moře viditelné do dnešních dnů.
Otevřenou otázkou zůstává, jaká změna způsobila, že se klimatické podmínky na povrchu Marsu radikálně změnily tak, že tekoucí voda na jeho povrchu přestala existovat. Dle některých teorií globální změnu způsobil impakt obrovského tělesa, které změnilo rotační dobu či orientaci rotační osy. Další teorie předpokládají, že proces byl mnohem pozvolnější a že docházelo k postupnému ustávání sopečné aktivity, což vedlo k ochlazování planety. Část atmosféry současně unikala do okolního kosmického prostoru, což celý proces zamrznutí urychlilo. V současnosti se nedá jasně říci, co se přesně v historii na Marsu stalo. Obecnější shoda panuje v tom, že se na povrchu nacházela tekoucí voda přibližně před 4 až 3,5 miliardami let.

### Řeky

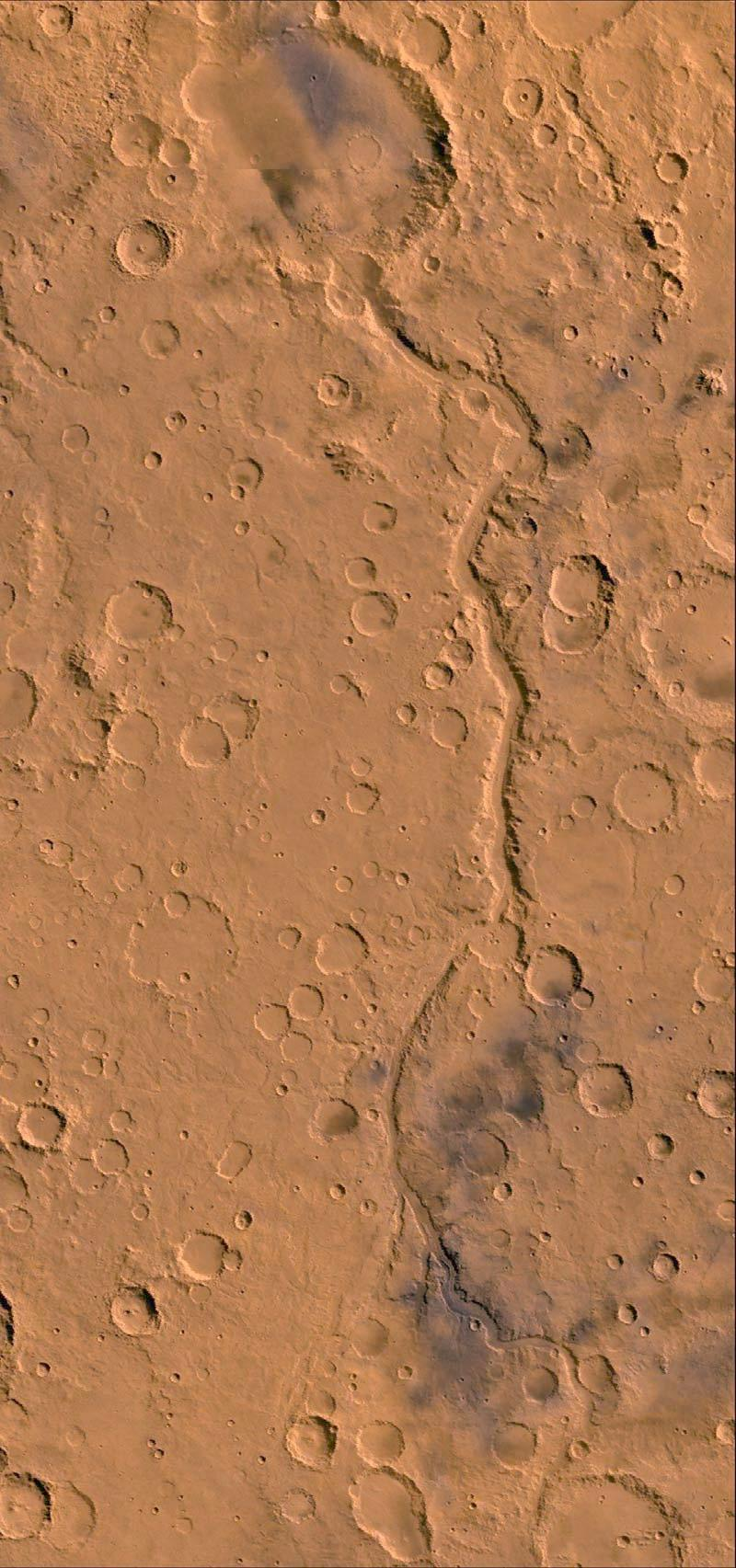
Ma'adim Vallis – koryto vyhloubené tekoucí vodou v oblasti kráteru Gusev (horní kráter, který dosahuje průměru 170 km)
(Viking)

Snad nejsnadněji rozpoznatelné útvary vzniklé tekoucí vodou na povrchu v minulosti jsou vyschlé říční sítě, u kterých je velmi dobře vidět spádová oblast, ze které vodu získávaly. Jednotlivé potoky se spojují do říček a řek, které pak sváděly vodu z Jižních vysočin do severních nížin. Vzniklá koryta mají shodné znaky s těmi pozemskými, ať už se jedná o zařezávání do skalního podloží, vzniklé sedimenty či meandrující koryta řek. Říční sítě napovídají, že klima v historii Marsu muselo být jiné než to dnešní. Podobné sítě vznikají v oblastech, kde jsou dostatečně napájena tekoucí vodou, která na povrch dopadá z atmosférických srážek. Pro jejich vznik tak musel být Mars teplejší s proměnlivým počasím umožňujícím déšť. Novější výzkum ale ukazuje, že Mars nemusel být teplejší a vlhčí než je dnes a že řečiště spíše vznikala pod ledem či přímo působením ledovců.
Předpokládá se, že řeky z povrchu planety zmizely přibližně v době před 3,5 miliardami let. Proti teorii o povrchových řekách hovoří fakt, že některá potenciální říční údolí nemají na svém dně vyhloubené říční koryto, kterým voda proudí. Někteří vědci se domnívají, že takto vzniklá údolí mohla vzniknout proudící vodou pod zemí a následným zřícením stropu do vzniklého vodního tunelu.
Zvláštní skupinou jsou obrovská řečiště vymykající se pozemským srovnáním, která mohou dosahovat 100 až 200 km na šířku a 1000 až 2000 km na délku vyskytující se převážně na severní polokouli. Předpokládá se, že tyto útvary jsou výsledkem obrovských záplav, ke kterým několikrát na povrchu Marsu došlo. Vznikají nejspíše jako projev porušení marsovské kůry vlivem impaktů nebo zemětřesení, ve které se nachází obrovské vodní rezervoáry a následným únikem této vody do okolí. Dle pozorování se zdá, že k těmto událostem došlo vícekrát v období mezi 2,5 až 1,5 miliardami let. Přesný mechanismus není doposud znám. Množství vody ale mohlo být tak obrovské, že mohlo umožnit vzniknout oceánu.

### Oceán
Jednou ze základních otázek je, jestli na Marsu skutečně existoval komplexní oceán anebo jestli se jednalo jen o několik lokálních zaplavených oblastí. Existují předpoklady, že oceán nejspíše existoval. Mezi doklady jeho existence se většinou počítají geologické útvary, které zdánlivě připomínají mořské pobřeží tak, jak jsou známé ze Země. Celá severní oblast je vedle toho zcela hladká, zdánlivě vyhlazená erozivní silou vody. Předpokládá se, že dříve tvořila oceánské dno.
Myšlenka, že se na Marsu vyskytoval oceán pochází z 80. let 20. století, kdy se jí začala část vědců podrobněji zaobírat. Během výzkumu se objevily názory, že na Marsu mohl existovat oceán ve dvou oblastech:
- Severní oceán (Oceanus Borealis)[25] – vodní plocha, která se rozkládala na většině severních planin. První model oceánu byl představen v roce 1993. Vznik tohoto oceánu popisuje jako výsledek ohromné záplavy o rychlosti 108 až 109 m3·s−1 o celkovém objemu 105 až 107 km3 vody,[25] která vznikla jako následek zvýšené sopečné aktivity v celoplanetárním měřítku (žádný impakt vesmírného tělesa by nejspíše nemohl zapříčinit takto rozsáhlé oteplení projevující se roztáním permafrostu a následné záplavy). Vypařování vodní páry z plochy oceánu obohatilo skleníkové plyny, což umožnilo vznik teplejší a hustší atmosféry, ve které se nacházely dešťové srážky.[25]
- Oceán v severních nížinách (Utopia Planitia)[26] – je předpokládané menší vodní těleso, které vyplňovalo oblast Utopia Planitia a které teoreticky může být pouze zlomkovou částí většího oceánu Oceanus Borealis. Velká část oblasti Utopia Planitia vykazuje známky po přítomnosti vody v podobě vrstvy sedimentů či teras.[26]

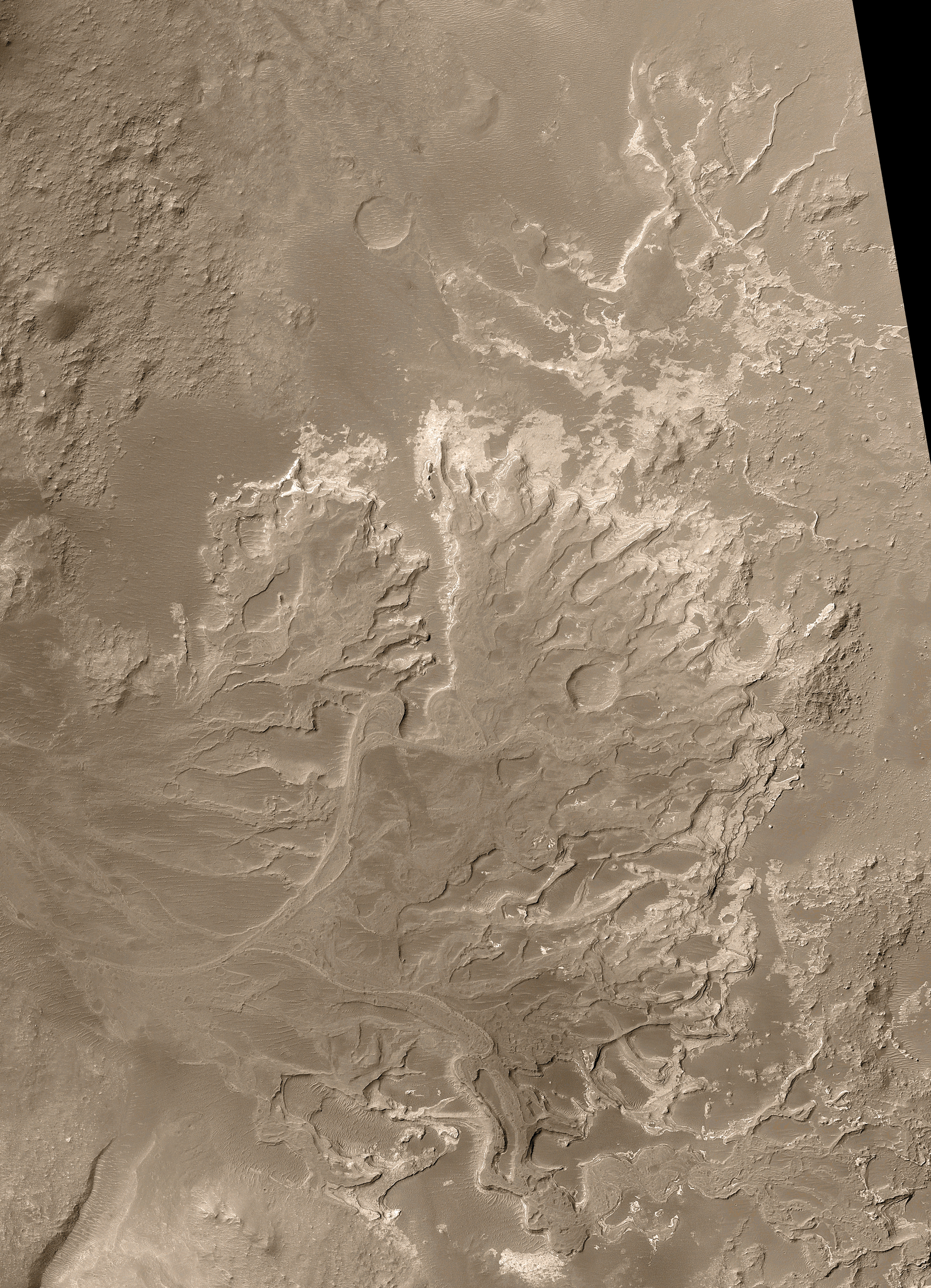
Říční delta v bezejmenném kráteru na jižní polokouli. Velikost obrázku je 13×11 km
(Mars Global Surveyor)

Průzkumná vozítka Spirit a Opportunity objevila na některých místech sírany vznikající během vypařování mořské vody. Jejich předchozí výskyt na povrchu byl pro vědce neznámý a potvrzuje teorii o oceánu na Marsu. Jelikož má Mars rozdílné složení atmosféry než Země, bylo i chemické složení mořské vody rozdílné. Vysoký obsah železa a síry v půdě nejspíše zapříčinil, že voda na Marsu byla mnohem více kyselá než ta pozemská. Kyselé prostředí bránilo srážení karbonátů z atmosférického oxidu uhličitého, které je dobře pozorováno na Zemi. Sopečná aktivita v noachianu vypouštěla do atmosféry stále další množství sopečných plynů v podobě oxidu uhličitého, což zvyšovalo jeho koncentraci až na současný stav (oxid uhličitý tvoří 95,32 %). Pomocí modelu kyselého oceánu se dají vysvětlit chybějící karbonáty, které by s oceánem nejspíše vznikly.

### Erodované krátery
Krátery, které vznikly v rané historii Marsu, jeví silné známky eroze, a to jak větrné, tak i vodní. Krátery, které byly menší než 15 km, jsou zcela zarovnány a jen velmi obtížně se nyní detekují. Větší krátery nesou silné známky tekoucí vody na okrajích, což napovídá tomu, že byly vystaveny vlhkému klimatu se srážkovou činností. Krátery, které jsou mladší 3,5 miliard let, však podobné poškození nenesou či je mnohem menší. Je tedy možné, že v této době došlo k další změně klimatu a že se planeta stala opět suchou.
Rychlost eroze kráterů je poměrně dobře známý jev popsaný z Měsíce s přesnou datací díky dovezeným vzorkům měsíčních hornin uplatněný na povrch Marsu. Při srovnání jeví krátery na Marsu mnohem silnější stupeň eroze. Na Marsu sice vanou silné větry, které erozi také způsobují, ale ty nemají dostatečnou sílu pro takto silnou erozi. K tomu některé krátery jsou přímo napojeny na říční síť a jejich dno je vyplněno sedimenty či se v některých nacházejí útvary připomínající říční delty.

### Sedimentární vrstvy
Na povrchu Marsu jsou pozorovány oblasti, na kterých jsou vidět vrstvy sedimentu, které nemohou vznikat (dle současných znalostí) bez přítomnosti vody. Pomocí spektrometrických měření se dosud nepodařilo na povrchu lokalizovat jílové horniny například palagonit, které vznikají hydratací vulkanického materiálu při kontaktu s tekutou vodou a jenž by na převážně bazaltovém Marsu měl být poměrně hojný. Na druhou stranu měření ukazují velké zastoupení sulfátů, chloridů a dalších solí spadajících do skupiny evaporitů vznikajících vodní alterací. Transportované části jsou přenášeny na nová místa, kde začínají postupně sedimentovat a vytvářet nové horniny s typickou strukturou a texturou. Na Zemi jsou tyto oblasti hlavním zdrojem fosílií, které byly unášeny a pak uloženy. Dá se předpokládat, že pokud na Marsu někdy život existoval, jeho zbytky by se daly nalézt v těchto oblastech.
Oblasti, kde se sedimenty vyskytují, jsou rozesety po celé planetě na nejrůznějších místech. Nejčastěji se vyskytují v impaktních kráterech v západní oblasti Arabia Terra, v severní části Terra Meridiani, v roklích Valles Marineris a v severovýchodní části pánve Hellas. Některé oblasti jsou podobné pozemským útvarům, jako například v oblasti Grand Canyon či Painted Desert v Arizoně.
Sedimenty vznikaly nejspíše na dně oceánu či jezer, které vyplňovaly krátery a další deprese na povrchu. Jejich vznik a stáří je spojeno s výskytem kapalné vody na povrchu, která se nacházela na povrchu asi před 3,5 miliardami let. Obdobně jako na Zemi tvoří vrstvy podrobnou dataci jednotlivých epoch historie Marsu dle pravidla superpozice.

## Současnost

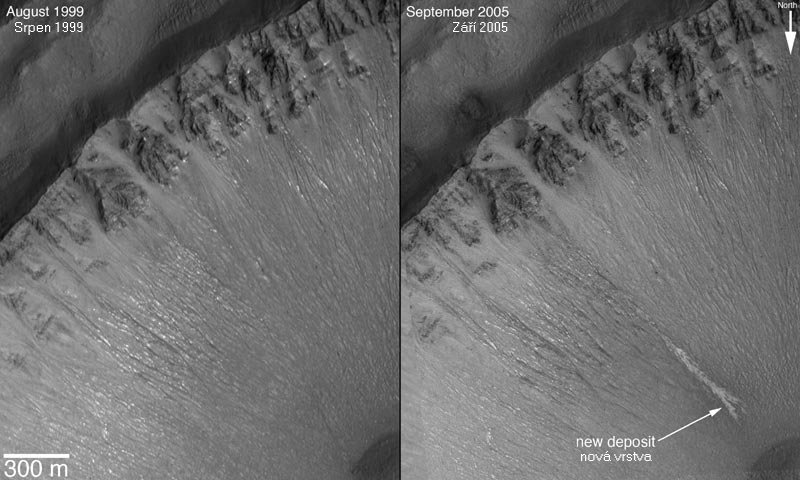
Anomálie na stěně bezejmenného kráteru poblíž Centauri Montes, dle jedné teorie vzniklé tekoucí vodou
(Mars Global Surveyor)

Aktuální podmínky na povrchu Marsu neumožňují existenci tekuté vody v delším časovém horizontu, a tak se většina vody nachází ve formě ledu, buď v polárních oblastech, permafrostu, anebo schována v podzemí ve formě aquifer. Po její existenci na povrchu zbyly jen pozůstatky ve formě zaoblených kamenů, koryt, řečišť, atd. Mars se zdá být v současné době suchým světem bez tekoucí vody. Tato představa platila do roku 2000, kdy americká sonda Mars Global Surveyor přinesla snímky, které ukázaly, že i v současnosti se zde mohla tekoucí voda nacházet, nebo nachází. Na pořízených fotografiích byla stěna kráteru poblíž hory Centauri Montes, na které se objevila nová vrstva sedimentů napovídající, že zde došlo ke krátkému výlevu tekuté vody a jejímu stékání po stěně kráteru. Převratný objev oživil spekulace o přeživším mimozemském životě. Při pozdějším zkoumání této nové vrstvy spektrometrem CRISM sondy Mars Reconnaissance Orbiter však nebyly nalezeny stopy ledu ani minerálů obsahujících vodu. Vědci v NASA tedy předpokládají, že nová vrstva sedimentů odlišného zbarvení vznikla spíše než výlevem tekuté vody, sesutím suché horniny jiného stáří po příkrém svahu kráteru.
Pro existenci kapalné vody musí být splněny některé podmínky v podobě tlaku a teploty. Atmosférický tlak musí být vyšší než 610 Pa a teplota nad bodem mrazu (tedy nad 0,01 °C) dosahovat hodnot tzv. trojného bodu. Na povrchu Marsu se hodnoty tlaku pohybují právě okolo hodnoty 610 Pa či pod touto hranicí a teploty většinou hluboko pod bodem mrazu.
Nepatrná část vody připadá i na atmosférickou vodní páru, ale nemuselo tomu být vždy tak. Existují teorie, že většina vody zmizela z Marsu do okolního kosmického prostoru, jelikož Mars má mnohem slabší gravitační pole, a tak částice snadněji unikají do okolního prostředí.

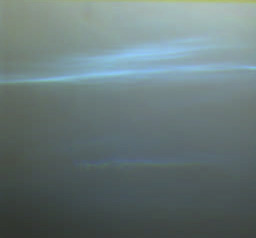
Ledové mraky z pohledu sondy Mars Pathfinder

### Atmosféra
Malé procento vody (0,03 %) se nachází v atmosféře Marsu ve formě vodní páry, což odpovídá 1 mg vody na 1 m3 vzduchu. V minulosti byl podle fyzikálních modelů její podíl asi větší. Přibližně před 3,5 miliardami let měl Mars teplejší a vlhčí atmosféru, která existovala po dobu asi 104 až 105 let.
Oblačnost na Marsu je tvořena většinou krystalky suchého ledu (zmrzlý oxid uhličitý). Sonda Mars Global Sureyor definitivně potvrdila, že některé krystalky jsou tvořeny i vodou v pevném skupenství. První pozorování uskutečnila již sonda Mariner 9, ale její výsledky se daly interpretovat více způsoby. Vznik ledových krystalků je spojen převážně se severní polární čepičkou, která je z větší části tvořena vodním ledem. Během marsovského jara a léta dochází k evaporaci nad oblastí čepičky, vzniku oblačnosti a jejímu přesunu do rovníkových oblastí, kde mraky zmrznou a dopadnou na povrch v podobě ledových krystalků, čímž dochází ke vzniku jinovatky tvořené zmrzlou vodou. Výskyt ledových mraků je sezónní, největší bývá mezi Ls = 40 až 150.

### Polární čepičky

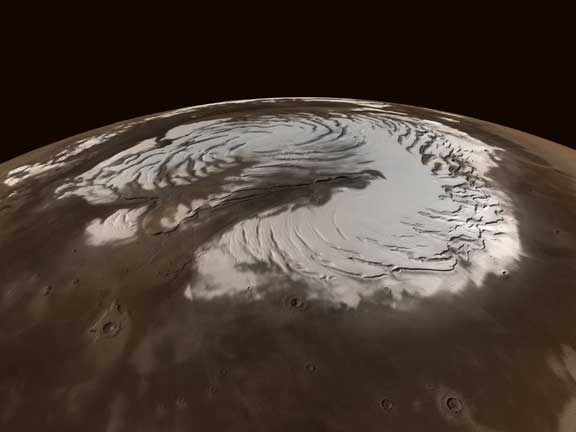
3D pohled na severní polární čepičku zhotovený pomocí výsledků měření MOLA, která zabírá přibližně 1 200 km

Vedle těchto vodních zdrojů se na pólech nacházejí dvě polární čepičky, které jsou částečně tvořeny vodním ledem a částečně suchým ledem. Polární čepičky jsou vzájemně rozdílné v chemickém složení. Jižní čepička je tvořena převážně ze suchého ledu (zmrzlý oxid uhličitý) a malé části vody (i když výzkum z roku 2007 ukázal, že se zde nachází možná až 1,6 miliónu km3 vody, což by bylo větší množství, než obsahuje severní čepička). Oproti tomu severní polární čepička je tvořena převážně z vodního ledu, který v letních měsících sublimuje a zásobuje vodní mraky. Objevení vodního ledu v severní polární čepičce je objev, který byl v rozporu s předpovědí z roku 1966 po zjištění, že se většina atmosféry skládá z CO2. Tehdejší model počítal s čepičkou složenou obdobně jako jižní čepička převážně ze suchého ledu. Sonda Viking přinesla sice nové poznatky o vodním ledu, ale vědci stále věřili, že je pouze minoritní složkou. Až v roce 2003 došlo k revizi tohoto názoru na základě termálních snímků sondy Mars Global Surveyor a Mars Odyssey. Ze snímků vyšlo najevo, že se polární oblast zahřívá na vyšší teplotu, než při jaké může suchý led existovat, což jeho výskyt vyloučilo.
Severní polární čepička zabírá plochu o průměru přibližně 1 200 km s průměrnou tloušťkou ledu 1,03 km (maximální 3 km), a rozkládá se tak na území velkém jako 1,5 Texasu, což odpovídá po přepočtu přibližně 13,2 násobku rozlohy Česka. Její povrch je značně zbrázděn kaňony a trhlinami. Odhadované množství vody, kterou by po roztátí obsahovala, se odhaduje na 1,2 miliónů km3, což odpovídá polovině všeho ledu v Grónsku (k roku 1998) či 4 % ledové pokrývky Antarktidy. I přes tyto obrovské zásoby, ale nemůže tvořit veškeré množství, které dříve tvořilo na povrchu oceán.
Poblíž severního pólu v oblasti Vastitas Borealis byl v roce 2005 objeven kráter, který je z části vyplněn vodním ledem. Kráter je 35 kilometrů široký s maximální hloubkou 2 kilometry od báze po okraje kráteru. Původní názor, že se jedná o suchý led byl vyvrácen, jelikož v době vzniku fotografie již oxid uhličitý z oblasti vlivem marsovského léta sublimoval.

### Permafrost

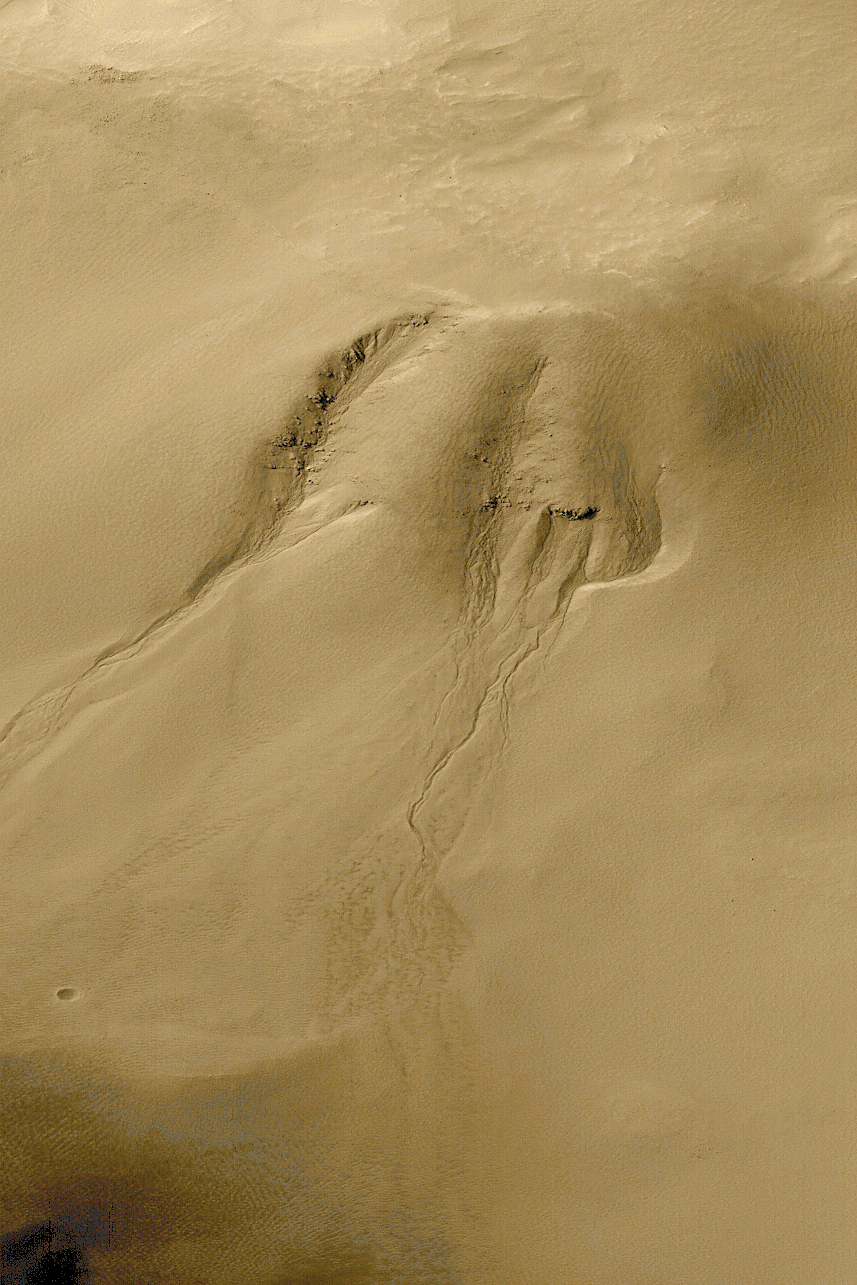
Výron podzemní vody v oblasti Noachis Terra (3 km na šířku × 6,7 km na výšku)
(Mars Global Surveyor)

Vyjma koncentrace vody v polárních čepičkách se voda nachází také v podobě věčně zmrzlé půdy tzv. permafrostu, který by se mohl vyskytovat ve výrazném zastoupení do oblastí kolem 60° rovnoběžek, či dokonce se v menším množství rozkládat na celé planetě. Odhaduje se, že by se mohl skládat až z 50 % z vodního ledu.
První poznatky o jeho existenci přinesly fotografie pořízené sondou Viking. Na jejich základě rozpoznali vědci objekty, které připomínaly pozemské oblasti, kde se permafrost vyskytuje. Na Marsu jsou to převážně oblasti, kde se dříve nejspíše vyskytoval severní ledový oceán, oblast Hellas Planitia, Argyre, dna kráterů, koryt (obzvláště v oblasti Ares Valley, kde přistál povrchový modul Sojourner sondy Mars Pathfinder). V současnosti jsou oblasti s permafrostem stabilní, ale pokud by došlo k oteplení povrchu, nastal by rozsáhlý kolaps a sesuvy půdy. Některé modely předpokládají, že by se permafrost mohl v oblasti pólů vyskytovat až do hloubky 1 km a v rovníkových oblastech několik set metrů. Průzkum těchto podzemních zásob a jejich hloubky je extrémně složitý. Pro jeho odhady se využívá změny gravitačního pole, ale i tato metoda je značně nepřesná a přináší jen hrubé představy o skutečném stavu.

### Voda v podzemí
Jádro Marsu je obdobně jako to zemské polotekuté a generující značné množství tepla, které se vlivem tepelných proudů dostává do svrchnějších oblastí. Plášť a kůra část tohoto tepla získávají a teoreticky umožňují v hloubkách 5 km (na rovníku) až 10 km (na pólech) existenci oblastí, ve kterých panují dostatečné teploty pro existenci tekuté vody. Odhaduje se, že by tato vrstva mohla být 50 až 500 metrů silná a obepínat celou planetu.
Analogicky k Zemi se i na Marsu nacházejí místa, kde se geotermální energie dostává blíže k povrchu. V těchto oblastech se voda nachází méně než 500 metrů pod povrchem. Některé snímky pak ukazují, že na mnoha místech došlo k výlevu podzemní vody na marsovský povrch. Znamenalo by to, že tekutá voda je mnohem blíže povrchu než se obecně soudí. Zajímavostí byl snímek z roku 1999 ukazující oblast Noachis Terra, kde byl objeven kráter s patrnými stopami výronu podzemní vody. Tyto jevy vyvracejí pochyby o přítomnosti vody v kapalném skupenství na Marsu. Teploty v oblasti dosahují −70 °C, voda se dostala z hloubky okolo 100 metrů. Z oblasti, která by měla být trvale zamrzlá.

## Budoucnost
Objevení vody na Marsu se stalo významným faktorem i při plánování budoucích kosmických misí k Marsu s lidskou posádkou, jelikož znamenalo snížení zásob, které budou nuceni astronauti s sebou přepravovat. Naskytuje se reálná možnost, že potřebná voda se bude těžit přímo z povrchu Marsu či z polárních čepiček, což značně ušetří nákladový prostor. Voda se bude moci získávat několika způsoby, ať už z regolitu, z permafrostu, z aquiferů nebo z polárních čepiček. Pro její získání bude potřeba dodávat teplo, aby došlo k rozpuštění ledu na kapalnou vodu.
Existují smělé plány, které se zaměřují na přeměnu Marsu na člověkem obyvatelnou planetu – terraformace Marsu. Jedním ze základních předpokladů je ohřátí povrchu, vytvoření hustší atmosféry umožňující existenci kapalné vody na povrchu a vytvoření biosféry. Tento proces je se současnými technologiemi nejspíše neproveditelný či proveditelný za vynaložení extrémních nákladů, ale již dnes vznikají návrhy, jak tento úkol provést. Mnoho těchto projektů se objevuje ve vědecko fantastické literatuře jako v případě Trilogie o Marsu. Mezi nápady, jak rozpustit vodní led, je využití jaderných náloží v podzemí, ohřátí planety pomocí soustavy zrcadel, vypouštěním speciální směsi skleníkových plynů do atmosféry a mnoho dalších odvážných plánů.

## Množství vody
Celkové množství vody na Marsu je značné. Je vázána v různorodých zdrojích popsaných výše. Teoretické odhady jejího celkového množství se neustále mění v závislosti na nových poznatcích sond. Přesné vyčíslení je tedy zatím složité. V roce 2007 NASA provedla odhad množství vody zachycené pouze v jižní polární čepičce. Dle počítačového modelu by veškerá voda uvolněná z této čepičky zaplavila celý Mars do výšky okolo 11 metrů. K tomu by bylo nutno připočíst ještě množství vody vázané v severní polární čepičce (až 1,2 miliónu km3 vody). Dále se odhaduje, že na jeden kilogram marsovského regolitu připadá až 40 gramů vody.
V roce 2006 byl proveden odhad vody v polárních oblastech Marsu, který odhaduje množství vody obsažené ve zmrzlé formě na ~5 miliónů km3 v polárních čepičkách, více než 6×104 km3 ve středních šířkách ve formě sedimentů bohatých na led a okolo ~3×10−2 km3 účastnící se sublimace sezónních polárních čepiček do atmosféry a padající zpět na povrch ve formě sněhu. Počítačový model odhaduje, že kdyby veškerá tato voda roztála, vytvořila by se okolo celé planety souvislá vodní vrstva o síle 35 metrů.

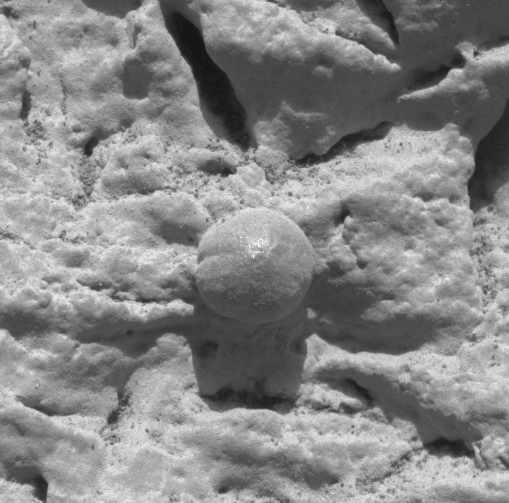
Malé sférické hladké utvary na Marsu pořízené vozítkem Opportunity.
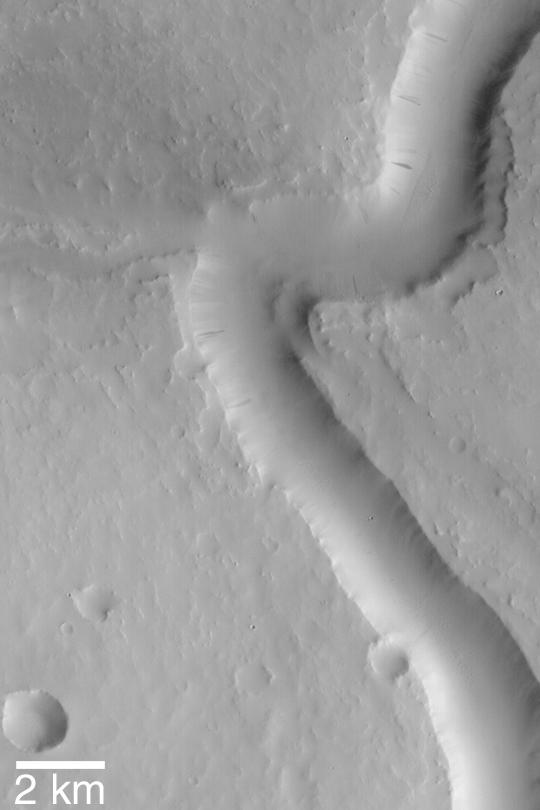
Koryto meandru na Marsu (Scamander Vallis).
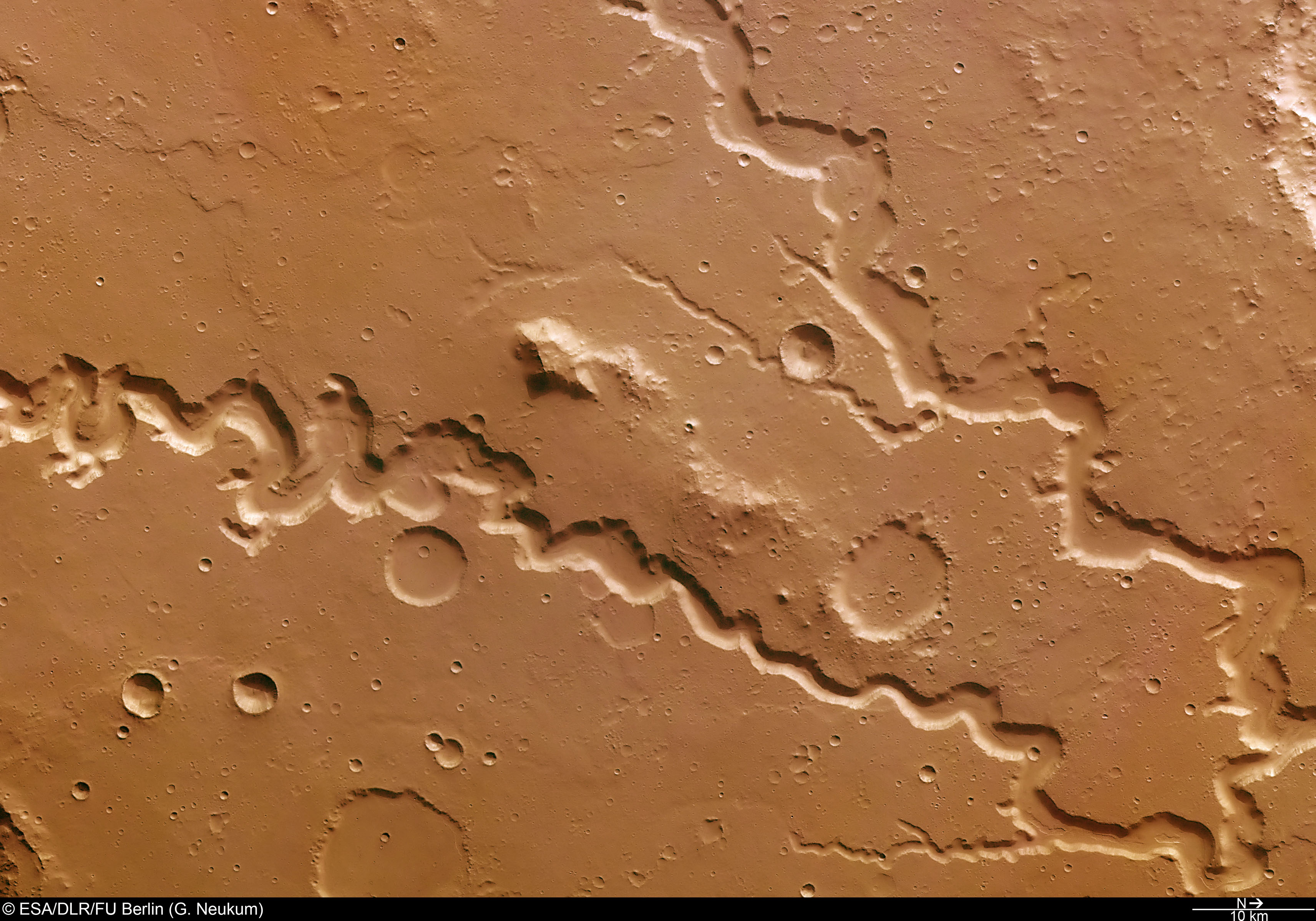
Na snímku je údolí Nanedi Valles.
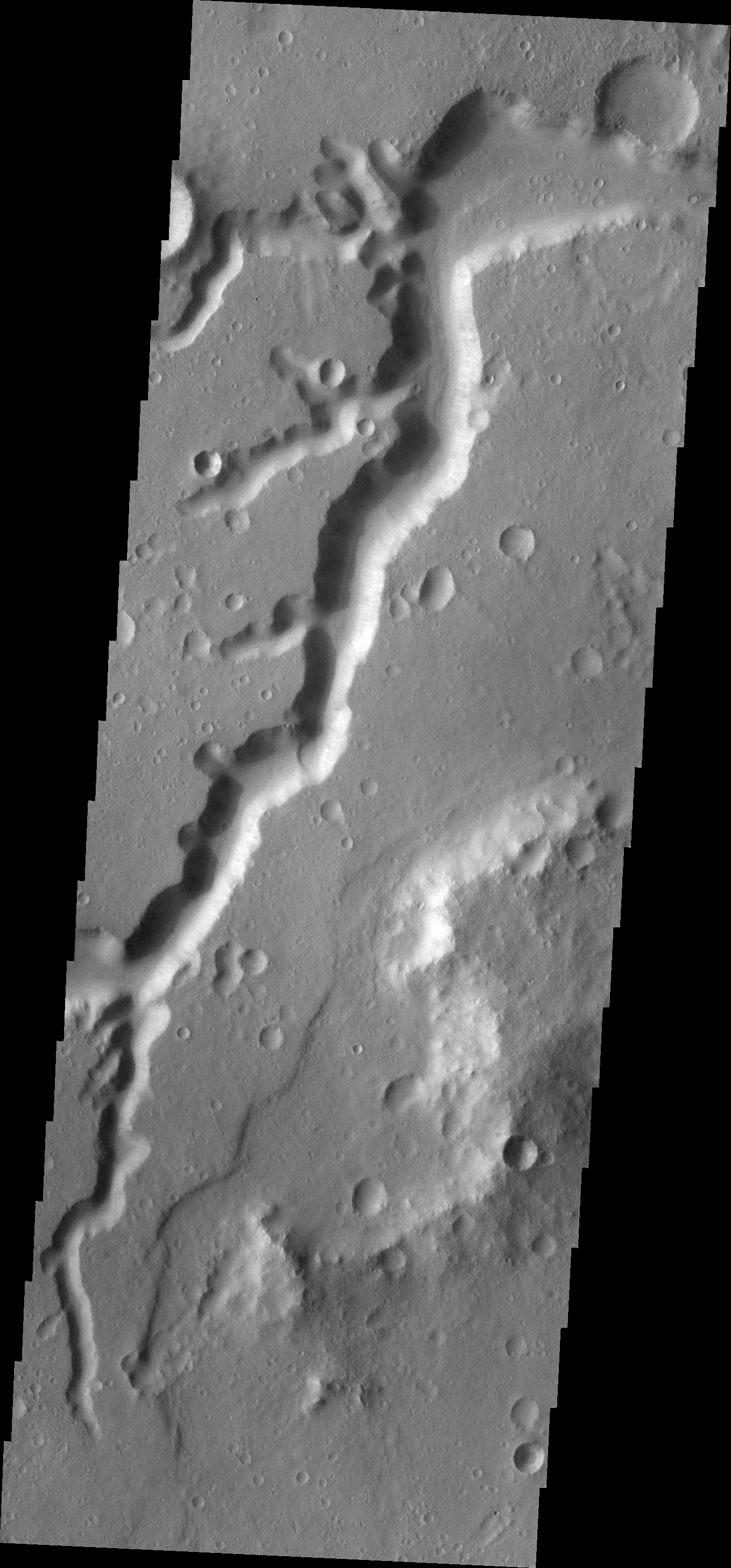
Oblast Marsu Nanedi Valles, pozorovaná sondou při misi Themis.
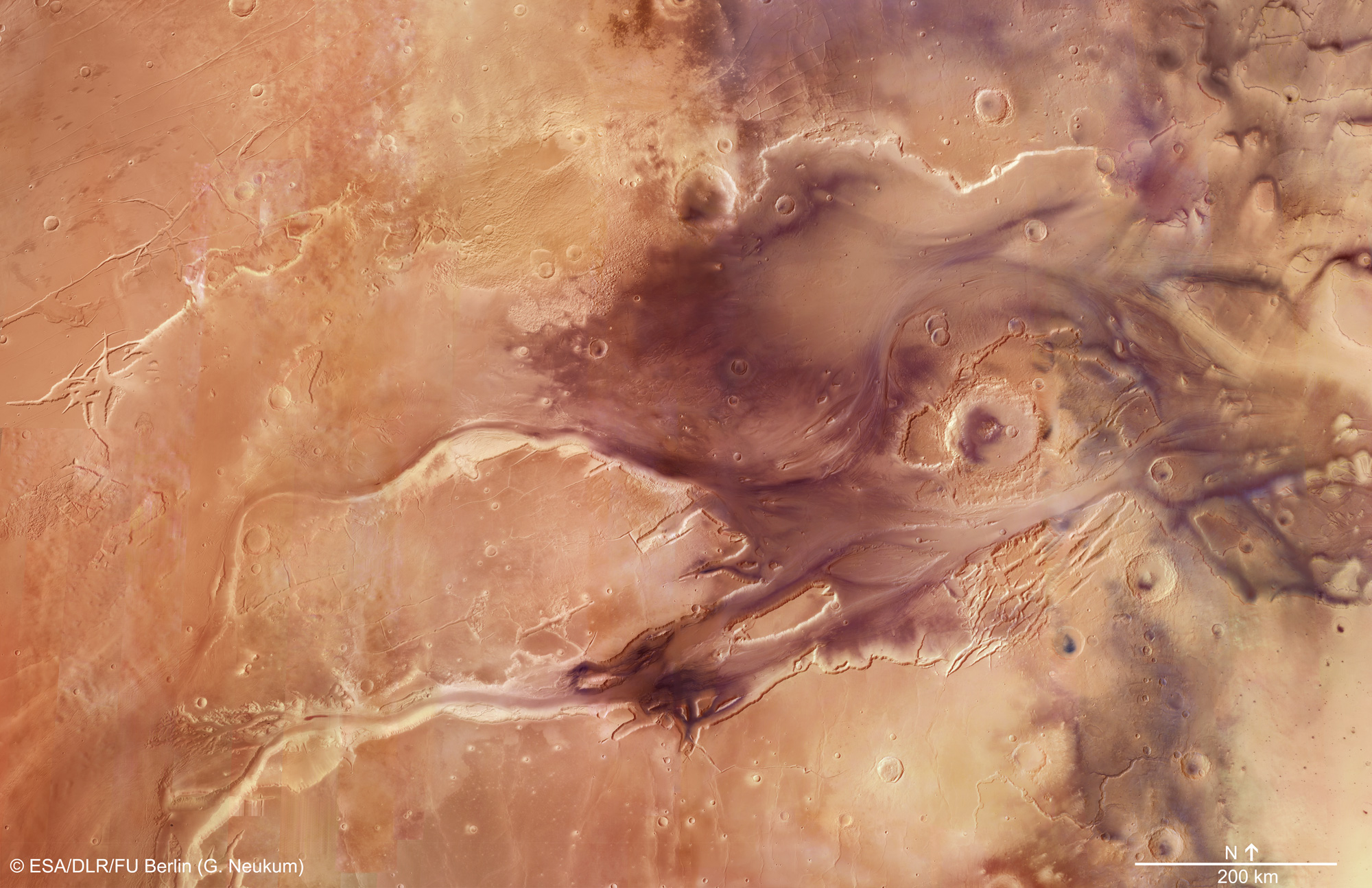
Oblast Kasei Valles na povrchu Marsu.